# Dyson-Schwinger-Gleichungen
Die Dyson-Schwinger-Gleichungen (DSGn), auch Schwinger-Dyson-Gleichungen, sind von Freeman Dyson und Julian S. Schwinger gefundene Relationen zwischen verschiedenen Greenschen Funktionen einer Quantenfeldtheorie. Da sie die Bewegungsgleichungen für die Greenschen Funktionen darstellen, werden sie auch oft die Euler-Lagrange-Gleichungen einer Quantenfeldtheorie genannt. Es sind unendlich viele funktionale Differenzialgleichungen, die alle, direkt oder indirekt, miteinander gekoppelt sind. Deshalb spricht man auch oft vom unendlichen Turm der Dyson-Schwinger-Gleichungen.
Die von Dyson durch Aufsummieren unendlich vieler Feynman-Diagramme hergeleiteten Dyson-Gleichungen wurden von Schwinger in seinem Quantenwirkungsprinzip auf alle Greenschen Funktionen einer beliebigen Quantenfeldtheorie erweitert.
Es lassen sich Dyson-Schwinger-Gleichungen für alle n-Punkt-Funktionen finden. Die wichtigsten jedoch sind die Gleichungen für die 2- und 3-Punkt-Funktionen, deren Lösungen Propagatoren und Vertizes darstellen. Die von Schwinger vorgestellte 4-Punkt-Funktion ist eine Verallgemeinerung (inhomogene Form) der Bethe-Salpeter-Gleichung.
Die Idee hinter den DSGn ist, dass sich Wechselwirkungen einer Theorie auch in ihren greenschen Funktionen oder S-Matrixelementen niederschlagen. Diese gekleideten (von engl.: "dressed") oder vollen greenschen Funktionen, also die die Wechselwirkungen enthalten, sollten die dazugehörigen nackten (=wechselwirkungsfreien) greenschen Funktionen im Grenzfall der freien Theorien enthalten und dazu wechselwirkungsabhängige Terme. Die DSGn sind eine Anleitung dazu, wie und welche wechselwirkungsbehafteten Terme in Betracht zu ziehen sind.
Die Dyson-Schwinger-Gleichungen bieten einen Zugang zu Phänomenen, die nicht mit üblicher Störungstheorie zugänglich sind. Im Bereich der Quantenchromodynamik ist dies zum Beispiel der Niederenergiebereich, da hier die Kopplungskonstante groß {\displaystyle (\alpha >1)} wird.

## Beispiele: Quantenelektrodynamik

Eine graphische Darstellung der Dyson-Schwinger-Gleichungen der Quantenelektrodynamik für den Elektronenpropagator, den Photonenpropagator und den Elektron-Photon-Vertex.

In der Quantenelektrodynamik kommen diese Gleichungen immer wieder vor:
Die Dyson-Schwinger-Gleichung des Elektronenpropagators {\displaystyle S(p)}
{\displaystyle S(p)=S_{0}(p)+S_{0}(p)*\left(e^{2}\int {\frac {d^{4}k}{(2\pi )^{4}}}\gamma _{\mu }D^{\mu \nu }(p-k)S(k)\Gamma _{\nu }(p,k)\right)*S(p)},
des Photonenpropagators {\displaystyle D^{\mu \nu }(p)}
{\displaystyle D^{\mu \nu }(p)=D_{0}^{\mu \nu }(p)+D_{0}^{\mu \nu '}(p)*{\Bigl (}-e^{2}\operatorname {tr} {\Bigl [}\int {\frac {d^{4}k}{(2\pi )^{4}}}\gamma _{\nu '}S(k)\Gamma _{\mu '}(k,k+p)S(k+p){\Bigr ]}{\Bigr )}*D^{\mu '\nu }(p)},
und des Elektron-Photon-Vertex' {\displaystyle \Gamma _{\nu }(p',p)}
{\displaystyle \Gamma _{\nu }(p',p)=\Gamma _{\nu \,0}(p',p)+\int {\frac {d^{4}k}{(2\pi )^{4}}}S(p'+k)\Gamma _{\nu }(p'+k,p+k)S(p+k)K(p+k,p'+k,k)}.
Hier bezeichnen die Größen mit einem tiefgestellten Index 0 jeweils die freien Terme, also für verschwindende Wechselwirkung. {\displaystyle K(p+k,p'+k,k)} bezeichnet den Vier-Elektronen-Wechselwirkungskern, also die Vier-Elektron-T-Matrix.
Anhand dieser Beispiele lassen sich schon einige wichtige Eigenschaften der DSGn aufzeigen. Es wird jeweils zum freien Term ein Wechselwirkungsterm addiert. Außerdem sieht man, dass man zur Lösung des Elektronenpropagators den gekleideten Photonenpropagator benötigt, der selbst die Lösung seiner eigenen DSG ist. Für beide benötigt man den gekleideten Elektron-Photon-Vertex, der wiederum an den Vier-Elektronen-Kern koppelt, der wiederum seiner eigenen DSG genügen muss. So sind alle DSG direkt oder indirekt aneinander gekoppelt und es bildet sich ein unendlicher Turm von gekoppelten Gleichungen. Will man diese Gleichungen praktisch lösen, so muss man diesen Turm an einem bestimmten Punkt abschneiden (trunkieren) und die fehlenden Terme mit Ansätzen o. ä. modellieren.
Identifiziert man die Terme in den Klammern mit der Elektronen- bzw. Photonenselbstenergie, so kann man in obigen Gleichungen die originalen Dyson-Gleichungen finden.

## Herleitung
Es existieren verschiedene Herleitungen für die Dyson-Schwinger-Gleichungen. Während in der originalen Veröffentlichung Schwinger die DSGn mithilfe seines Quantenwirkungsprinzips herleitete, wird heute meist der Pfadintegralformalismus angewandt.
Analog zu den Euler-Lagrange-Gleichungen wird angenommen, dass das Pfadintegral der zugrundeliegenden Quantenfeldtheorie invariant unter einer infinitesimalen Transformation der Felder {\displaystyle \phi }  sei. Vereinfachenderweise nehmen wir hier eine Theorie eines Feldes  {\displaystyle \phi } an. Im Falle mehrerer Felder, wie z. B. im Falle der QED oben, müssen die Felder und ihre Quellen gekennzeichnet (indiziert) werden. An den generellen Ideen der Herleitung ändert sich jedoch nichts. Also
{\displaystyle Z[J]=\int {\mathcal {D}}\phi \,\exp \left(iS(\phi )+iJ\phi \right)=\int {\mathcal {D}}\phi '\,\exp \left(iS(\phi ')+iJ\phi '\right)}
wobei {\displaystyle \phi '=\phi +\chi }, mit einer infinitesimalen Verschiebung {\displaystyle \chi }, und  {\displaystyle Z[J]} das Funktionalintegral über sämtliche Feldkonfigurationen darstellt (ähnlich der Zustandssumme der Statistischen Physik), {\displaystyle S(\phi )} die Wirkung der Theorie und {\displaystyle J} die Quellen der Felder. Diese Bedingung kann nun übersetzt werden in die Forderung, dass eine Integration über eine Ableitung nach den Feldern verschwindet:
{\displaystyle 0=\int {\mathcal {D}}\phi {\frac {\partial }{\partial \phi }}\,\exp \left(iS(\phi )+iJ\phi \right)=\int {\mathcal {D}}\phi \,\exp \left(iS(\phi )+iJ\phi \right)\,\left({\frac {i\partial S(\phi )}{\partial \phi }}+iJ\right)}
Jetzt kann die Klammer vor das Integral gezogen werden. Die Felder in der Wirkung müssen dann durch Ableitungen ersetzt werden und man erhält
{\displaystyle 0=\left({\frac {i\partial S({\tfrac {\partial }{i\partial J}})}{\partial \phi }}+iJ\right)\,\int {\mathcal {D}}\phi \,\exp \left(iS(\phi )+iJ\phi \right)}
Und man bekommt die Master-Dyson-Schwinger-Gleichung für die vollen greenschen Funktionen
{\displaystyle 0=\left({\frac {\partial S({\tfrac {\partial }{i\partial J}})}{\partial \phi }}+J\right)\,Z[J]\qquad (1)}
Von ihr können nun alle weiteren Dyson-Schwinger-Gleichungen für die vollen greenschen Funktionen durch eine funktionale Ableitung nach den Feldern erzeugt werden.
Die Dyson-Schwinger-Gleichungen für die verbundenen greenschen Funktionen erhält man mit Hilfe der allgemeinen Beziehung {\displaystyle f\left({\tfrac {\partial }{\partial x}}\right)\exp \left(F(x)\right)=\exp \left(F(x)\right)\,f\left({\tfrac {\partial }{\partial x}}+{\tfrac {\partial \,F(x)}{\partial x}}\right)\cdot 1} und der Definition für das erzeugende Funktional {\displaystyle W[J]=-i\,\log {Z[J]}} der verbundenen greenschen Funktionen kann man Gleichung (1) umformen
{\displaystyle 0=\left({\frac {\partial S({\tfrac {\partial }{i\partial J}})}{\partial \phi }}+J\right)\,\exp \left(iW[J]\right)=\exp \left(iW[J]\right)\,\left({\frac {\partial S({\tfrac {\partial }{i\partial J}}+{\tfrac {\partial W[J]}{\partial J}})}{\partial \phi }}+J\right)\cdot 1}
und erhält
{\displaystyle {\frac {\partial }{\partial \phi }}S\left({\frac {\partial }{i\partial J}}+{\frac {\partial W[J]}{\partial J}}\right)\cdot 1=-J\qquad (2)}
Das erzeugende Funktional der 1-Teilchen-irreduziblen greenschen Funktionen heißt effektive Wirkung und wird meist mit dem Formelzeichen {\displaystyle \Gamma [\phi _{cl}]} bezeichnet, wobei der Index cl anzeigt, dass es sich nicht um die ursprünglichen Felder {\displaystyle \phi }, sondern deren Vakuumerwartungswerte handelt. Die effektive Wirkung wird über eine verallgemeinerte Legendre-Transformation des erzeugenden Funktionals {\displaystyle W[J]} definiert: {\displaystyle \Gamma [\phi _{cl}]=W[J]+J\cdot \phi _{cl}}.
Dann lässt sich ähnlich wie oben auch die Master-DSG für die 1-Teilchen-irreduziblen greenschen Funktionen herleiten:
{\displaystyle {\frac {\partial }{\partial \phi }}S\left(\phi _{cl}+i\left({\frac {\partial ^{2}\Gamma }{\partial \phi _{cl}\,\partial \phi _{cl}}}\right)^{-1}{\frac {\partial }{\partial \phi _{cl}}}\right)\cdot 1={\frac {\partial \Gamma }{\partial \phi _{cl}}}\qquad (3)}
Mit den Gleichungen (1), (2) und (3) haben wir nun die Master-Dyson-Schwinger-Gleichungen. Die jeweiligen Dyson-Schwinger-Gleichungen der n-Punkt greenschen Funktionen werden durch funktionelle Ableitungen dieser Gleichungen berechnet.

## Anwendungen in der aktuellen Forschung
In der aktuellen Forschung werden die Dyson-Schwinger-Gleichungen dazu verwendet, um greensche Funktionen, wie z. B. Quark- oder Gluonenpropagatoren in der QCD auszurechnen. Auch kann man mittels geschickter Kombinatorik feststellen, welche Anteile im Niederenergiebereich dominant sind. So erhofft man sich Rückschlüsse, z. B. auf das langreichweitige Verhalten der starken Wechselwirkung, was eng mit dem Confinement-Problem zusammenhängt.
Zusammen mit der Bethe-Salpeter-Gleichung kann man selbstkonsistent Eigenschaften von Bindungszuständen ausrechnen. Dies wird vor allem dazu herangezogen, um Massen und elektromagnetische Formfaktoren von Mesonen und Baryonen zu bestimmen.